# Рожнятовка (Томашпольский район)
Рожнято́вка (укр. Рожнятівка) — село на Украине, находится в Томашпольском районе Винницкой области.
Код КОАТУУ — 0523985201. Население по переписи 2001 года составляет 1515 человек. Почтовый индекс — 24212. Телефонный код — 4348.
Занимает площадь 4,03 км².

## Религия
В селе действует храм Рождества Пресвятой Богородицы Томашпольского благочиния Могилёв-Подольской епархии Украинской православной церкви.

## Адрес местного совета
24212, Винницкая область, Томашпольский р-н, с. Рожнятовка, ул. Мира, 91